# Каплиця «На Воді» (Ойцув)
Каплиця «На Воді», або Каплиця святого Йозефа Роботніка (пол. Kaplica „Na Wodzie”, Kaplica  św. Józefa Robotnika) — католицька дерев'яна каплиця, що розташована на території Ойцовського національного парку, село Ойцув, гміна Скала, Краківський повіт, Малопольське воєводство, Польща. Каплиця входить у туристичний маршрут «Шлях дерев'яної архітектури». Пам'ятник культури Малопольського воєводства.

## Історія
Каплиця святого Йосипа Трудівника була побудована в 1901 році над двома берегами річки Пронднік. Згідно з місцевим переказом будівельники, звели каплицю «на воді», щоб обійти указ Миколи II про заборону будівництва релігійних об'єктів на «Ойцувській землі».
6 лютого 1995 року каплиця «На Воді» була внесена до реєстру пам'яток культури Малопольського воєводства.

## Опис
Каплиця побудована в так званому «швейцарсько-ойцовському» стилі. Ажурна вежа споруджена в «альпійському» стилі. Внутрішній інтер'єр належить до модного на початку XX століття закопанського стилю.